# 顾生岳
顾生岳（1927年11月7日—2012年9月15日），中国国画家，尤擅工笔人物画，中国新浙派的代表画家之一。祖籍浙江镇海，生于舟山（时属宁波市）。
早年就读于于上海美术专科学校（简称“上海美专”）。1952年，毕业于浙江美术学院（现中国美术学院）并留校任教。曾先后担任杭州市美术家协会主席，浙江美术学院（现中国美术学院）中国画系主任，浙江画院副院长，浙江人物画研究会会长，中国工笔画艺术委员会副主委等职。现任中国美术家协会会员，中国美术学院教授等职。